# بلاي ديد
بلاي ديد (بالإنجليزية: Playdead)‏ هي شركة دنماركية متخصصة في ألعاب الفيديو، تأسست عام 2006 ويقع مقرها في كوبنهاغن. قام بتأسيسها «أرنت جنسن» و«دينو باتي». تقوم الشركة بتطوير ألعاب الفيديو، من أشهر ألعابها ليمبو.